# Diamantis Chouchoumis
Diamantis Chouchoumis (Grieks: Διαμαντής Χουχούμης; Aliveri, 17 juli 1994) is een Grieks voetballer die doorgaans speelt als linksback. In juli 2025 verruilde hij Asteras Tripolis voor AE Kifisia.

## Spelerscarrière
Chouchoumis doorliep de jeugdopleiding van Panathinaikos tussen 2008 en 2012. In 2012 werd hij doorgeschoven naar het eerste elftal van de Griekse club. Zijn debuut maakte de verdediger op 29 oktober 2012. Op die dag werd met 2–2 gelijkgespeeld tegen OFI Kreta en Chouchoumis speelde het gehele duel mee. Op 22 december 2014 maakte de linkerverdediger zijn eerste doelpunt in de hoofdmacht van Panathinaikos, toen met 2–0 werd gewonnen van PAE Kerkyra. Nadat Nikos Karelis de score had geopend, tekende Chouchoumis voor de 2–0.
In de zomer van 2017 verliet Chouchoumis de club. Een maand later vond hij een nieuwe club in Slovan Bratislava, waar hij voor één seizoen tekende. Een jaar later verkaste hij naar Vojvodina, waar hij zijn handtekening zette onder een verbintenis voor de duur van twee seizoenen. Chouchoumis liet deze club in februari 2019 achter zich. Vijf maanden later keerde de verdediger terug naar Griekenland, waar hij voor Apollon Smyrnis ging spelen.
Twee seizoenen later verkaste Chouchoumis naar Panetolikos, waar hij voor twee jaar tekende. Na die twee jaar stapte hij transfervrij over naar Asteras Tripolis. AE Kifisia nam hem in 2025 over.

## Clubstatistieken
| Seizoen | Club              | Competitie     | Competitie | Competitie | Beker | Beker | Internationaal | Internationaal | Totaal | Totaal |
| Seizoen | Club              | Competitie     | Wed.       | Dlp.       | Wed.  | Dlp.  | Wed.           | Dlp.           | Wed.   | Dlp.   |
| ------- | ----------------- | -------------- | ---------- | ---------- | ----- | ----- | -------------- | -------------- | ------ | ------ |
| 2012/13 | Panathinaikos     | Super League   | 8          | 0          | 2     | 0     | 2              | 0              | 12     | 0      |
| 2013/14 | Panathinaikos     | Super League   | 9          | 0          | 5     | 0     | —              | —              | 14     | 0      |
| 2014/15 | Panathinaikos     | Super League   | 14         | 1          | 3     | 0     | 1              | 0              | 18     | 1      |
| 2015/16 | Panathinaikos     | Super League   | 2          | 0          | 2     | 0     | 0              | 0              | 4      | 0      |
| 2016/17 | Panathinaikos     | Super League   | 6          | 0          | 4     | 0     | 2              | 0              | 12     | 0      |
| 2017/18 | Slovan Bratislava | Fortuna Liga   | 16         | 0          | 4     | 0     | —              | —              | 20     | 0      |
| 2018/19 | Vojvodina         | Superliga      | 6          | 0          | 1     | 0     | —              | —              | 7      | 0      |
| 2019/20 | Apollon Smyrnis   | Super League 2 | 9          | 1          | 0     | 0     | —              | —              | 9      | 1      |
| 2020/21 | Apollon Smyrnis   | Super League   | 25         | 0          | 2     | 0     | —              | —              | 27     | 0      |
| 2021/22 | Panetolikos       | Super League   | 20         | 0          | 4     | 0     | —              | —              | 24     | 0      |
| 2022/23 | Panetolikos       | Super League   | 27         | 1          | 0     | 0     | —              | —              | 27     | 1      |
| 2023/24 | Asteras Tripolis  | Super League   | 19         | 0          | 2     | 0     | —              | —              | 21     | 0      |
| 2024/25 | Asteras Tripolis  | Super League   | 24         | 1          | 4     | 0     | —              | —              | 28     | 1      |
| 2025/26 | AE Kifisia        | Super League   | 0          | 0          | 0     | 0     | —              | —              | 0      | 0      |
| Totaal  | Totaal            | Totaal         | 185        | 4          | 33    | 0     | 5              | 0              | 223    | 4      |

Bijgewerkt op 8 juli 2025.

## Erelijst
| Competitie        |               |               |               |               |
| Competitie        | Aantal        | Jaren         |               |               |
| Panathinaikos     | Panathinaikos | Panathinaikos | Panathinaikos | Panathinaikos |
| ----------------- | ------------- | ------------- | ------------- | ------------- |
| Kupello Ellados   | 1             | 2013/14       |               |               |
| Slovan Bratislava |               |               |               |               |
| Slovenský Pohár   | 1             | 2017/18       |               |               |